# Осьма (приток Волхова)
Осьма — река в России, протекает по Чудовскому району Новгородской области, исток реки в Маловишерском районе у границы с Чудовским.
Устье реки находится в 168 км от устья Волхова по правому берегу. Длина реки составляет 16 км. Примерно в 2 км от устья ширина реки — 20 м, глубина — 1,5 м. В 7 км от устья, по правому берегу впадает река Каменка (Беберка).
На реке стоит деревня Вяжищи.
Название балтийского происхождения («каменная»), ср. лит. ašmuo, латыш. asmens «лезвие, камень».

## Данные водного реестра
По данным государственного водного реестра России относится к Балтийскому бассейновому округу, водохозяйственный участок реки — Волхов, речной подбассейн реки — Волхов. Относится к речному бассейну реки Нева (включая бассейны рек Онежского и Ладожского озера).
Код объекта в государственном водном реестре — 01040200612102000018660.

## Топографическая карта
- Лист карты O-36-40 Трегубово. Масштаб: 1 : 100 000. Состояние местности на 1993 год. Издание 1998 г.